# NGC 5782
NGC 5782 (również PGC 53379 lub UGC 9602) – galaktyka soczewkowata (S0), znajdująca się w gwiazdozbiorze Wolarza.
Odkrył ją 19 kwietnia 1887 roku Lewis A. Swift. Podana przez niego pozycja była jednak niedokładna i identyfikacja obiektu NGC 5782 nie jest pewna. Niektóre katalogi i bazy obiektów astronomicznych (np. SIMBAD) za NGC 5782 uznają galaktykę PGC 53322.